# Barge (Italie)
Pour les articles homonymes, voir Barge.
Barge (en français Barges) est une commune de la province de Coni dans le Piémont en Italie.

## Administration
| Période                                  | Période     | Identité        | Étiquette               | Qualité |
| ---------------------------------------- | ----------- | --------------- | ----------------------- | ------- |
| 28 mai 2002                              | 29 mai 2007 | Mario Picco     | Forza Italia            |         |
| 29 mai 2007                              | En cours    | Luca Colombatto | Le Peuple de la liberté |         |
| Les données manquantes sont à compléter. |             |                 |                         |         |

### Communes limitrophes
Bagnolo Piemonte, Cardè, Cavour, Envie, Ostana, Paesana, Revello, Sanfront, Villafranca Piemonte et Turin ainsi que Salluzo.

## Culture et patrimoine

### Lieux et monuments
- Chartreuse de Mombracco, couvent de la Trappa.